# أسيرة هندية
الأسيرة الهندية: قصة ماري جيمسون هي رواية سيرة ذاتية للأطفال كتبتها ورسمتها لويس لينسكي. نُشرت الرواية لأول مرة في عام 1941 وحصلت على جائزة نيوبري في عام 1942  الأسيرة الهندية هي رواية خيالية تاريخية تُعيد سرد حياة ماري جيمسون مع بعض التقلبات الطفيفة.

## ملخص الحبكة
تأخذ ماري جيمسون البالغة من العمر اثني عشر عامًا أيامها الهادئة في مزرعة عائلتها في شرق بنسلفانيا كأمر مسلم به. ولكن في أحد أيام ربيع عام 1758، قامت مجموعة من محاربي سينيكا بغزو المنزل واحتجاز عائلة جيمسون. انفصلت ماري عن والديها وإخوتها وأختها. تسافر مع سينيكا إلى جنوب أوهايو وبعد ذلك إلى قرية سينيكا على نهر جينيسي فيما يعرف الآن بغرب نيويورك.
حياة ماري الجديدة لم تكن سهلة. كانت تفتقد عائلتها بشدة وهي غير معتادة على الحياة في سينيكا. حاولت الهرب عدة مرات، لكن سكان السينيكا طيبون معها ويعلمونها أشياء كثيرة عن الأرض ونباتاتها ومخلوقاتها. أطلقوا عليها اسم "شرابة الذرة" على اسم شرابات الذرة عندما وصلت لأول مرة إلى القرية في جنوب أوهايو، وهو أحد الأشياء المفضلة لديها. تكون ماري/ شرابة الذرة بعض الصداقات من سينيكا، مثل شاينيغ ستار وهي إحدى الأختين اللتين أحضرتها إلى قرية سينيكا تاون القديمة قبل أن يذهبوا إلى جينيسي تاون بجوار فلينغ واترس؛ السلحفاة الصغيرة/ريشة الديك الرومي صبي من سينيكا يُعلم ماري كيفية التحدث بلغة سينيكا؛ امرأة الأرض وهي امرأة هندية تعتني بها منذ وصولها إلى مدينة جينيسي وتعلمها كيفية صنع وعاء من الطين؛ وفتاة القندس وهي فتاة من سينيكا في نفس عمر وحجم ماري.
تأتي تاجرة عجوز وتبلغها خبر وفاة عائلتها وجيرانها الذين قُتلوا بأسلحة التوماهوك على يد السينيكا بعد وقت قصير من انفصالها عنهم. أخيرًا مُنحت ماري الفرصة للعودة إلى عالم الرجال البيض. قررت البقاء مع عائلتها الجديدة في سينيكا. قام رئيس مدينة جينيسي بتغيير اسم ماري من شرابة الذرة إلى المرأة الصغيرة ذات الشجاعة العظيمة، تكريمًا لشجاعتها في البقاء مع الهنود بدلاً من البقاء مع الأشخاص البيض مثلها.